# Guwen

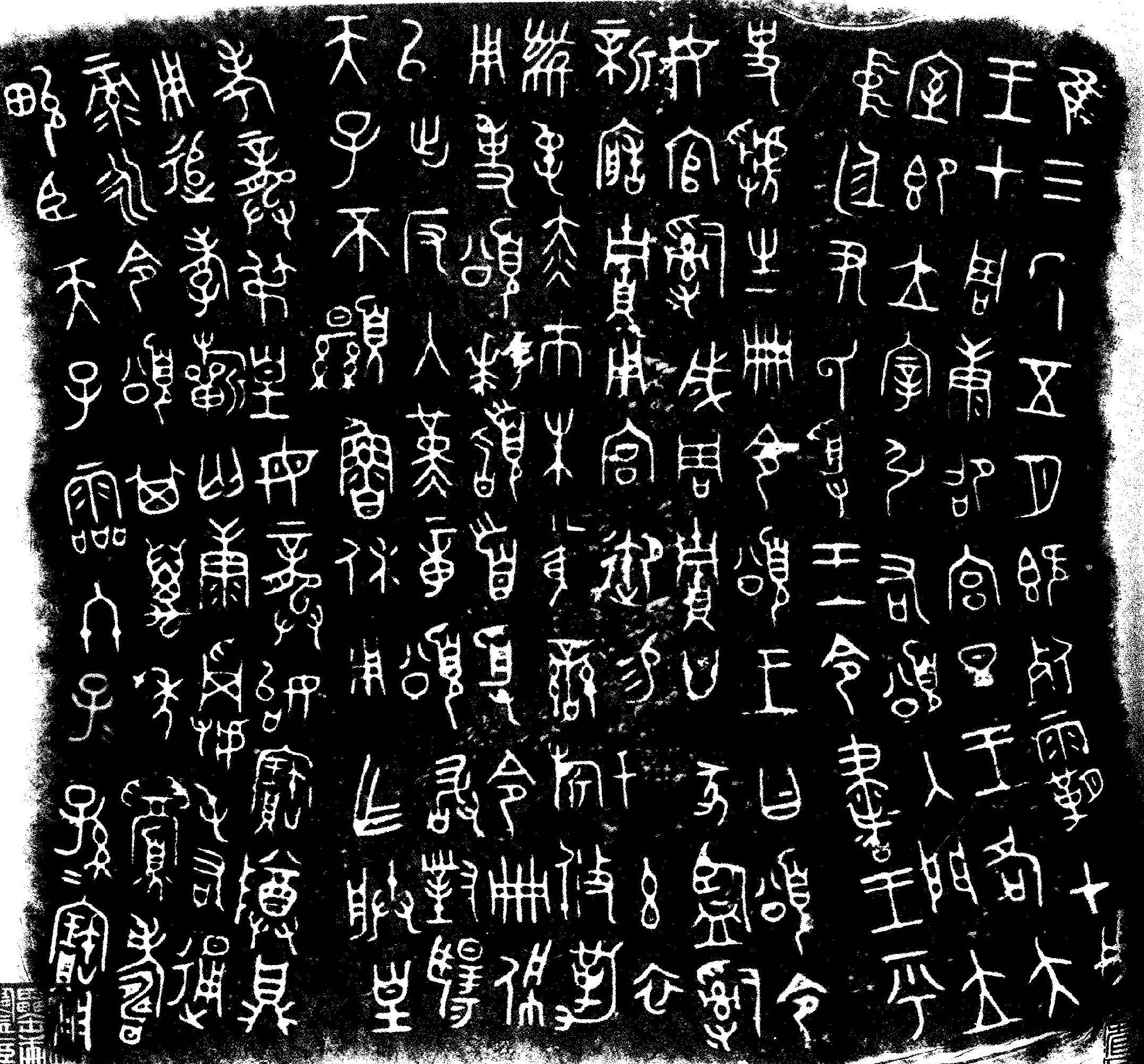
Bronsinscriptie uit 900 v.Chr. als voorbeeld van het Chinese schrift van vóór de Qin-dynastie.

Guwen is een Chinees begrip dat letterlijk oud schrift betekent, maar daarnaast een aantal specifieke betekenissen heeft gekregen:
1. Alle vormen van het Chinese schrift die vanwege hun ouderdom niet nu meer kunnen worden gelezen.
2. Het Chinese schrift dat stamt uit de tijd van vóór de standaardisatie door Qin Shihuangdi. Het staat dan tegenover jinwen (今文). Tijdens de Han-dynastie waren de Vijf Klassieken zowel in het 'guwen' als in het 'jinwen' geschreven. Verschillen tussen beide versies hebben toen geleid tot een richtingenstrijd binnen het Confucianisme.
3. Het oude proza zoals gebruikt in de filosofische geschriften uit de tijd van de Strijdende Staten en in de Shiji. In de achtste eeuw ontstond in China een literaire stroming die de stijl van dat oude proza tot voorbeeld nam, de Beweging voor het oude proza .
4. Bepaalde karakters uit de Shuowen Jiezi (說文解字, 'bespreking van enkelvoudige karakters en uitleg van samengestelde karakters') die vanwege hun vermeende ouderdom zo werden genoemd door Xu Shen (許慎, ca.58 – ca.147), de auteur van dit woordenboek.